# 王嘉荫
王嘉荫（1911年—1976年），字荫之，别名痴公，男，直隶（今河北省）永年人，中国地质学家、地质教育家，曾任北京大学教授。